# بيتر براون (كاتب)
بيتر براون (بالإنجليزية: Peter Brown)‏ هو كاتب للأطفال ورسام توضيحي وكاتب أمريكي، ولد في 24 فبراير 1979 في هوبويل في الولايات المتحدة.

## وصلات خارجية
- الموقع الرسمي
- بيتر براون على موقع ميوزك برينز (الإنجليزية)